# Opéra national de Lettonie
L'Opéra national de Lettonie (en letton : Latvijas Nacionālā opera) est l'Opéra de Riga (Lettonie). Il se trouve au no 3 du boulevard Aspazijas.

## Histoire
Le bâtiment construit en 1863, sous la direction de Ludwig Bohnstedt (1822-1885), est un monument d'architecture.
Ici, en 1920, sous la direction d'Ēriks Lauberts a lieu l'adaptation du premier opéra letton Baņuta, l’œuvre d'Alfrēds Kalniņš.
Le danseur Mikhaïl Barychnikov a reçu sa formation à Riga et est revenu se produire sur la scène de cet Opéra. Māris Liepa y a commencé sa carrière avant de rejoindre la troupe du Bolchoï.
Gidon Kremer et Mariss Jansons y font de fréquentes visites.

## Réalisateurs et chefs d'orchestre

### Théâtre allemand de Riga
- Richard Wagner, 1837-1839
- Bruno Walter 1898-1900,
- Fritz Busch 1909-1911,
- Erich Kleiber,
- Otto Klemperer,
- Clemens Krauss 1913-1914
- Hermann Abendroth.

### Opéra national de Lettonie
- Jāzeps Vītols; 1919-
- Teodors Reiters; 1918–1944.
- Emil Cooper ; 1925–1928.
- Georg Schnéevoigt ; 1929–1931
- Ignatz Waghalter; 1933
- Leo Blech ; 1937–1941
- Jānis Mediņš; 1920–1928
- Jānis Kalniņš; 1933-1944
- Taisija Berne; 1933–1944
- Bérziņš, Rudolfs; 1944–1949
- Leonīds Vīgners; 1944–1949
- Edgars Tons; 1954–1967
- Jānis Hunhens; 1954–1986
- Rihards Glāzups; 1947–1975
- Aleksandrs Viļumanis; 1970–1996[2]
- Gintaras Rinkevičius; 1996–2003
- Andris Nelsons; 2003–2007
- Modestas Pitrėnas; 2008[3]